# Retiro (kommun)
Retiro är en kommun i Chile.   Den ligger i provinsen Provincia de Linares och regionen Región del Maule, i den södra delen av landet, 300 km söder om huvudstaden Santiago de Chile.
Trakten runt Retiro består till största delen av jordbruksmark. Runt Retiro är det ganska glesbefolkat, med 23 invånare per kvadratkilometer.